# Xã Sainte Marie, Quận Jasper, Illinois
Xã Sainte Marie (tiếng Anh: Sainte Marie Township) là một xã thuộc quận Jasper, tiểu bang Illinois, Hoa Kỳ. Năm 2010, dân số của xã này là 551 người.